# آلبا د سراتو
آلبا د سراتو (به اسپانیایی: Alba de Cerrato) یک شهرستان در اسپانیا است که در استان پالنسیا واقع شده‌است.

## خصوصیات
آلبا د سراتو ۳۵ کیلومترمربع مساحت و ۹۹ نفر جمعیت دارد.